# دختر کوچولو (ترانه ساندرا)
«دختر کوچولو» (به انگلیسی: Little Girl) تک‌آهنگی از هنرمند اهل آلمان ساندرا کرتو است که در سال ۱۹۸۶ میلادی منتشر شد.